# Giro Donne 2007
Der Giro Donne 2007 fand vom 6. Juli bis 14. Juli 2007 statt. Das Rennen wurde über 9 Etappen und 895,3 km ausgetragen. 19 Mannschaften mit 8 Fahrerinnen pro Team nahmen teil. Es siegte Edita Pučinskaitė vor Nicole Brändli und María Isabel Moreno in der Gesamtwertung.

## Teilnehmende Mannschaften
| UCI Women's Teams (17)- AA Drink-Cycling Team - A.S. Team FRW - Bizkaia-Panda Software-Durango - Bigla - CMAX Dila-Guerciotti-Cogeas - DSB Bank - Flexpoint - Fenixs-HPB - Menikini-Selle Italia-Gysko - Equipe Nürnberger Versicherung - Raleigh Lifeforce Creation HB - Safi-Pasta Zara Manhattan - SC Michela Fanini Record Rox - Saccarelli EMU Marsciano - T-Mobile - Top Girls Fassa Bortolo Raxy Line - USC Chirio Forno d'Asolo Nationalmannschaft- Spanien Sonstiges Frauenteam- Colavita-Sutter Home p/b Cooking Light |
| |

## Etappenliste
| Etappe    | Datum    | Etappenorte                                   | type                 | Länge (km) | Etappensieger       | Gesamtführender   |
| --------- | -------- | --------------------------------------------- | -------------------- | ---------- | ------------------- | ----------------- |
| Prolog    | 6. Jul.  | Crocetta del Montello – Crocetta del Montello | Prolog               | 3          | Edita Pučinskaitė   | Edita Pučinskaitė |
| 1. Etappe | 7. Jul.  | Riese Pio X – Pontecchio Polesine             | Flachetappe          | 168        | Giorgia Bronzini    | Edita Pučinskaitė |
| 2. Etappe | 8. Jul.  | Rio Saliceto – Correggio                      | Flachetappe          | 125,7      | Marianne Vos        | Diana Žiliūtė     |
| 3. Etappe | 9. Jul.  | Buti – Calci                                  | Bergzeitfahren       | 10,2       | Edita Pučinskaitė   | Edita Pučinskaitė |
| 4. Etappe | 10. Jul. | Novara – Novara                               | Hügelige Etappe      | 122,6      | Ina-Yoko Teutenberg | Edita Pučinskaitė |
| 5. Etappe | 11. Jul. | Cittiglio – Cittiglio                         | Mittelschwere Etappe | 104,5      | Nicole Brändli      | Edita Pučinskaitė |
| 6. Etappe | 12. Jul. | Cornaredo – Cornaredo                         | Flachetappe          | 132,3      | Judith Arndt        | Edita Pučinskaitė |
| 7. Etappe | 13. Jul. | Misinto – Ceriano Laghetto                    | Flachetappe          | 124,6      | Ina-Yoko Teutenberg | Edita Pučinskaitė |
| 8. Etappe | 14. Jul. | Seregno – Seregno                             | Hügelige Etappe      | 104,4      | Swetlana Bubnenkowa | Edita Pučinskaitė |

## Gesamtwertung
| \| Gesamtwertung \| Gesamtwertung \| Gesamtwertung \| Gesamtwertung \| Gesamtwertung \| \| Fahrer \| Fahrer \| Land \| Team \| Zeit \| \| ------------- \| ------------------- \| ------------- \| ------------------------------ \| ---------------- \| \| 1. \| Edita Pučinskaitė \| Litauen \| Equipe Nürnberger Versicherung \| 22 h 36 min 49 s \| \| 2. \| Nicole Brändli \| Schweiz \| Bigla \| + 18 s \| \| 3. \| María Isabel Moreno \| Spanien \| Spanien \| + 36 s \| \| 4. \| Fabiana Luperini \| Italien \| Menikini-Selle Italia-Gysko \| + 51 s \| \| 5. \| Tatiana Guderzo \| Italien \| AA Drink-Cycling Team \| + 1 min 02 s \| \| 6. \| Susanne Ljungskog \| Schweden \| Flexpoint \| + 1 min 05 s \| \| 7. \| Judith Arndt \| Deutschland \| T-Mobile \| + 1 min 18 s \| \| 8. \| Grete Treier \| Estland \| SC Michela Fanini Record Rox \| + 1 min 39 s \| \| 9. \| Swetlana Bubnenkowa \| Russland \| Fenixs-HPB \| + 1 min 49 s \| \| 10. \| Linda Villumsen \| Dänemark \| T-Mobile \| + 2 min 11 s \| |                     |             |                                |                  |
| |                     |             |                                |                  |
| |                     |             |                                |                  |
| Gesamtwertung |                     |             |                                |                  |
| Fahrer | Fahrer              | Land        | Team                           | Zeit             |
| 1. | Edita Pučinskaitė   | Litauen     | Equipe Nürnberger Versicherung | 22 h 36 min 49 s |
| 2. | Nicole Brändli      | Schweiz     | Bigla                          | + 18 s           |
| 3. | María Isabel Moreno | Spanien     | Spanien                        | + 36 s           |
| 4. | Fabiana Luperini    | Italien     | Menikini-Selle Italia-Gysko    | + 51 s           |
| 5. | Tatiana Guderzo     | Italien     | AA Drink-Cycling Team          | + 1 min 02 s     |
| 6. | Susanne Ljungskog   | Schweden    | Flexpoint                      | + 1 min 05 s     |
| 7. | Judith Arndt        | Deutschland | T-Mobile                       | + 1 min 18 s     |
| 8. | Grete Treier        | Estland     | SC Michela Fanini Record Rox   | + 1 min 39 s     |
| 9. | Swetlana Bubnenkowa | Russland    | Fenixs-HPB                     | + 1 min 49 s     |
| 10. | Linda Villumsen     | Dänemark    | T-Mobile                       | + 2 min 11 s     |